# Ginger Snaps
Ginger Snaps är en kanadensisk-amerikansk skräckfilm från 2000 i regi av John Fawcett, med Emily Perkins, Katharine Isabelle, Kris Lemche och Mimi Rogers i rollerna.

## Handling
Filmen handlar om två tonåriga flickor, Ginger och Brigitte Fitzgerald (Katharine Isabelle och Emily Perkins), som är besatta av döden. En natt beger de dig ut för att kidnappa en mobbares hund och försöka få det att se ut som om hunden blivit dödad av en varg. Plötsligt blir Ginger attackerad av en varulv. Brigitte lyckad rädda sin syster och de flyr från varulven. När de springer över en väg blir varulven överkörd av en bil och krossad till oigenkännlighet. Men det värsta är inte över. Ginger börjar en långsam och plågsam förvandling till ett monster.

## Om filmen
Filmen är inspelad i Brampton, Markham, Mississauga och Toronto, samtliga i Ontario, Kanada.
Den hade världspremiär vid München Fantasy Filmfest den 1 augusti 2000.

## Rollista (komplett)
- Emily Perkins - Brigitte
- Katharine Isabelle - Ginger
- Kris Lemche - Sam
- Mimi Rogers - Pamela
- Jesse Moss - Jason
- Danielle Hampton - Trina
- John Bourgeois - Henry
- Peter Keleghan - Mr. Wayne
- Christopher Redman - Ben
- Jimmy MacInnis - Tim
- Lindsay Leese - syster Ferry
- Wendii Fulford - Ms. Sykes
- Ann Baggley - mamma
- Graeme Robertson - barn
- Maxwell Robertson - barn
- Pak-Kwong Ho - portvakt
- Bryon Bully - hockeybarn
- Steven Taylor - litet barn
- Nick Nolan - odjur/Gingerwolf
- Lucy Lawless - rösten i skolans högtalarsystem (ej krediterad)

## Musik i filmen
- Cloning Technology, skriven av Burton C. Bell, Dino Cazares och Raymond Herrera, framförd av Fear Factory
- Star, skriven av Ralph Kircher och Sprawl, framförd av Sprawl
- Action Radius, skriven av Patrick Tilon och Junkie XL, framförd av Junkie XL
- Siberian Kiss, skriven och framförd av GlassJaw
- Love Like Razorblade, skriven av Patrick Tilon och Junkie XL, framförd av Junkie XL
- Desire To Fire, skriven av Robert Flynn, framförd av Machine Head
- Kiss My Lips, skriven av Jason Martin, framförd av Bon Voyage
- Overflow, skriven av Romell Regulacion, framförd av Razed in Black
- Remanufacture, skriven av Burton C. Bell, Dino Cazares och Raymond Herrera, framförd av Fear Factory
- First Commandment, skriven av Max Cavalera och Chino Moreno, framförd av Soulfly
- Vibe, skriven av Bob McLynn och Michael Fernbacher, framförd av The Step Kings
- Pipe Dream
- Inside You, framförd av Godhead
- Temple From The Within, framförd av Killswitch Engage
- Night Like This, framförd av Professional Murder Music
- Burial For The Living, framförd av Hatebreed
- Pincushion, framförd av Saliva
- Of One Blood, framförd av Shadows Fall
- Her Ghost In The Fog, framförd av Cradle of Filth

## Utmärkelser
- 2000 - Toronto International Film Festival - Bästa kanadensiska spelfilm, juryns hedersomnämnande, Karen Walton
- 2001 - Málaga International Week of Fantastic Cinema - Bästa skådespelerska, Emily Perkins
- 2001 - Málaga International Week of Fantastic Cinema - Bästa film, John Fawcett
- 2001 - Málaga International Week of Fantastic Cinema - Bästa specialeffekter, Paul Jones och okänd
- 2002 - Saturn Award - Bästa DVD-utgåva
- 2002 - Canadian Comedy Award - Ganska roligt skrivet originalfilmmanus, Karen Walton
- 2002 - IHG Award - Bästa film